# Гулянци
Гуля̀нци е град в Северна България. Той се намира в област Плевен, в близост до град Никопол. Градът е административен център на община Гулянци. По данни на ГРАО към 15 юни 2023 г. в града живеят 3138 души по настоящ адрес и 3268 души по постоянен адрес.

## География
Гулянци е разположен на 18 метра надморска височина в югоизточната част на Чернополската низина, на левия бряг на река Вит на 5,5 километра югозападно от нейното вливане в Дунав и на 34 километра северно от областния център Плевен. Землището на града има площ 70,079 кв. км. и граничи със землищата на Сомовит и Милковица на изток, Шияково, Крета и Комарево на юг, Брест на запад и Дъбован на северозапад, а на север достига държавната граница с Румъния.
Сред редките и застрашени видове в района се срещат кокичето (Galanthus nivalis), горската съсънка (Anemone sylvestris), мехурката (Utricularia vulgaris). Ендемит за района е дегеновият скален копър (Seseli degeni). Сред горската растителност преобладават предимно акация, топола и сребролистна липа.
Фауната на територията на общината е съставена предимно от широко разпространени в страната видове. Това се наблюдава при безгръбначните, рибите, влечугите и земноводните и бозайниците. Характерно е участието на някои степни видове, особено сред насекомите (например паяците от род тарантули, някои скакалци, като житното пиле (Bradypus dasypus) и други). Птиците се отличават с най-голямо разнообразие. Срещат се и някои петрофилни видове, застрашени в национален мащаб, като черен щъркел (Ciconinia nigra), белоопашат мишелов (Buteo rufinus), орел змияр (Circaetus gallicus), a и египетския лешояд (Neophron percnopterus).

## История
Гулянци е наследник на римския военен лагер Утус, възникнал на левия бряг на река Утус (тракийско наименование на река Вит), като крайпътна станция на крайдунавския път. Турците наричат селището Гюлян (от „гюл“, „роза“) заради белите и алени трендафили, отрупвали дворовете и околностите му. С течение на времето наименованието се трансформира в Гюлянде, Гюлянци, до съвременното Гулянци.
През 1818 г. е открито българско училище в зимника на Цени Спасов от Долна Митрополия с преподавател свещеник. По нареждане на турските власти по-късно е закрито. Българско училище отново е открито през 1828 г. – помещава се в зимник, а учител е някой си Наум. През 1868 г. с доброволен труд на населението е построена първата училищна сграда, като за строежа идват и строители от Балкана. Първият учител с третокласно образование е Сава Николов от Плевен. До 1895 г. учениците се обучават от учител, който води 4 слети отделения. В обучението му помагат по-големи ученици от 4-то отделение. Книгите се закупуват със средства, събирани от дарения, изнесени вечеринки, както и дарени от учители. За физкултурен салон служи зимникът на Георги Лупаров, а по-късно за тази цел са използвани стаи от училището.
През 1895 – 1896 година в Гулянци идват Петър Кръстанов и Пенчо Бакърджиев. През 1898 – 1999 г. в селото идва Мара Жекова със завършено средно образование. По-късно тя се омъжва за Петър Кръстанов и се установяват в Гулянци. През учебната 1912 – 1913 г. учителският персонал се увеличава на 6 души. През 1920 – 1921 г. се откриват и 2 класа – непълна прогимназия с I и II клас. Първи учители в новооткритата прогимназия са Георги Войников от Плевен и Недялка Донева от Търново. На следната 1921 – 1922 г. учителският персонал в селото нараства на 11 души – 7 в първоначалното училище и 4 в прогимназията. За учители в прогимназията са назначени Драган Грънчаров от село Соволяно, редовен прогимназиален учител. За редовни първоначални учители са назначени Опро Опров от Гулянци, Кунка Гетова от Плевен и Светлана Мирджева от Кукуш. Учебните занимания продължават да се водят в двете класни стаи и в частни къщи.
В 1914 година в Гулянци идва Съюз на баптисткият мисионер Авраам Барба, пастор в близкото село Мъртвица. Първоначално няколкото местни баптисти ходят пеша всяка неделя до Мъртвица, а от 1918 година решават да се събират в Гулянци. Групата започва да расте и започват да я посещават и други пастори, а през 1923 година в двора на къщата, използвана за нейните сбирки, се провежда конгрес на баптистките църкви в България с гости от чужбина.
През 1930 година в Гулянци е построена нова училищна сграда на 2 етажа и 10 учебни стаи, а през 1931 година училището става основно. Сградата обаче не е достатъчна за 14 паралелки и част от учениците продължават обучението си в старата училищна сграда. Същата година е открита и ученическа трапезария, издържана от наем на училищния салон и представления, изнасяни от учители и ученици. Построяването на училището е съпроводено с много борби между местните богаташи, които се борели за запазване на своите лични интереси, и прогресивни хора като Преслав Каменов – главен учител, Георги Попов – председател на училищното настоятелство, бедните и малоимотни хора. На събрание учителят Преслав Каменов предложил да се разоре целината отсам и оттатък река Вит от малоимотни селяни на изполица и с получените приходи да се построи ново училище. Същият бил подкрепен от тогавашния председател на училищното настоятелство Георги Попов и цялото учителство. Против предложението се обявили кметът на селото и някои богаташи, като Субашелови, Манови, Личеви и други. Те заплашвали Преслав Каменов, гонели орачите от нивите. Селяните трябвало да орат нощем. От засетите рапица, цвекло и царевица за 5 години получили 1 500 000 лева. През 1923 г. Преслав Каменов отишъл в Министерството на народната просвета и взел разрешение за строеж на нова училищна сграда. За учебната 1930 – 1931 г. училищната сграда била готова за учебни занятия. Днес сградата напомня на по-възрастните жители на град Гулянци за Преслав Каменов и те са му благодарни.
През 1936 г.под ръководството на учителя Стойко Тодоров започва издаването на ученически вестник „Дунавска песен“. От 1938 г. в селото се открива земеделско училище, което просъществува до 1948 г. До 1941 г., поради липса на достатъчни учебни стаи, заниманията се водят с 15 паралелки полудневно. Направена е постъпка за построяване на нова училищна сграда, но поради започналата Втора световна война всичко остава в застой и чака по-благоприятни времена.
След установяването на комунистическия режим баптистката църква е затворена, но няколко семейства продължават да се събират в домовете си.
През 1948 г. с доброволен труд е построена прогимназия на 2 етажа и ученически стол. Директорите на 2-те нови ученически сгради били Драган Грънчаров, Стойко Тодоров, Екатерина Бондокова, Петър Нейков и Велко Велков. До 1958 г.училището няма име. По предложение на учителския колектив изпълнителният комитет на народния съвет в с. Гулянци взема решение училището да носи името на поета Христо Смирненски – протокол №17 от 23 септември 1958 г. Патронният празник на училището да се чества на 29 септември – рождената дата на Христо Смирненски. През 1971 г. на 24 май е отпразнувана 100-годишнината на основното училище.
На 4 септември 1974 година с Указ № 1942 на Държавния съвет на Народна република България Гулянци е обявен за град и става център на малка община, в която влизат Ленково, Шияково, Крета и Дъбован. На 5 декември 1977 година се обособява селищна система Гулянци с 9 селища: Гиген, Брест, Дъбован, Загражден, Милковица, Ленково, Долни Вит, Сомовит, Гулянци и 3 пълномощничества: Искър, Крета и Шияково. С Указ на Държавния съвет № 2295 от 26 декември 1978 година Гулянци става административен център на община, включваща 12 кметства.
От учебната 1981/82 г.училището се преобразува от основно в единно средно политехническо училище. Същата година са приети първите 6-годишни първокласници с учителки: Зинка Габърска и Николина Герасимова и първия прием на 9 клас, директор Станислав Косаков и зам.-директор Славейко Йорданов. През учебната 1982 – 83 г. започват да учат и първите 10 класове. На 5 август 1982 г. е направена първата копка за изграждането на 26-класно училище. Новата училищна сграда на СОУ е открита през 1985 г. Директор е Данаил Георгиев, заместник-директори – Парашкев Георгиев и Валентина Цветанова. Първият випуск с пълен курс на обучение (1 – 11 клас) завършва през 1990 г. с 1 паралелка за водачи на категория „Т“ и „С“ и 1 икономическа. Класни ръководители са Валентина Николова и Никола Тончев.
От 1990 до 2003 година баптистката църква се събира в дома на семейство Нейкови. През 2002 г. е започнат строеж на нова сграда с помощта на църква Хайтс в щата Тексас, САЩ, през 2003 година сбирките се пренасят в помещение на новата сграда, а на 19 септември 2004 година църквата е официално открита, а неин пастор става Иван Василев.

## Население
Численост на населението според преброяванията през годините:
| \| Година на преброяване \| Численост \| \| --------------------- \| --------- \| \| 1934 \| 4118 \| \| 1946 \| 4753 \| \| 1956 \| 4839 \| \| 1965 \| 4734 \| \| 1975 \| 4565 \| \| 1985 \| 4459 \| \| 1992 \| 4332 \| \| 2001 \| 3827 \| \| 2011 \| 3207 \| \| 2021 \| 2619 \| |           |
| Година на преброяване | Численост |
| 1934 | 4118      |
| 1946 | 4753      |
| 1956 | 4839      |
| 1965 | 4734      |
| 1975 | 4565      |
| 1985 | 4459      |
| 1992 | 4332      |
| 2001 | 3827      |
| 2011 | 3207      |
| 2021 | 2619      |

Етническият състав включва 2616 българи и 196 цигани.

## Управление
- 2019 – Лъчезар Яков („БСП за България“) печели на първи тур с 53% срещу Виолин Иванов (НФСБ).
- 2015 – Лъчезар Яков (БСП) печели на втори тур с 59% срещу Маргаритка Кирова („Възраждане на община Гулянци“).
- 2011 – Лъчезар Яков (БСП) печели на първи тур с 57% срещу Владислав Иванов (ГЕРБ).
- 2007 – Лъчезар Яков (БСП) печели на втори тур с 62% срещу Виолин Иванов („Бъдеще за община Гулянци“ – БЗНС, СДС, ДСБ, ЗНС).
- 2003 – Виолин Иванов (Бъдеще за община Гулянци) печели на втори тур с 54% срещу Личо Тончев (Коалиция за България).
- 1999 – Виолин Иванов (ОДС) печели на втори тур с 51% срещу Личо Тончев (БСП, БЗС Александър Стамболийски, БСДП).
- 1995 – Личо Тончев (Предизборна коалиция БСП, БЗНС Александър Стамболийски, ПК Екогласност) печели на първи тур с 51% срещу Георги Жулков (ОДС).

## Инфраструктура

### Здравеопазване
Здравното обслужване в Гулянци се извършва от семейни лекари и стоматолози, Медицински център I „д-р Александър Войников“ ЕООД и МБАЛ Гулянци ЕООД. В сградата на МЦ I ЕООД, Гулянци се намират 3 кабинета за индивидуална практика за първична медицинска помощ и 1 стоматологичен кабинет. На територията на Гулянци работят в сграда общинска собственост 2 стоматолози и в частен кабинет – 1 стоматолог. Медицински център I „д-р Ал. Войников“ ЕООД осъществява дейността си в 9 кабинета (очен, вътрешен, акушеро-гинекологичен, детски, уши, нос и гърло, хирургичен, психиатричен, неврологечен, манипулационна). На територията на общината има филиал на Центъра за спешна медицинска помощ, Плевен.
Болничната помощ е представена от МБАЛ-Гулянци ЕООД, която разполага с 4 отделения с 50 болнични легла (вътрешно, неврологично, детско, отделение за физикална терапия и рехабилитация), рентгеново отделение и клинична лаборатория, приемни кабинети и болнична аптека. В болницата работят 11 лекари с една и две медицински специалности и висококвалифицирани консултанти – двама професори и двама доценти.

## Култура
Ежегодно в Гулянци се провеждат панаирни дни в последните петък, събота и неделя от май. Всяка година на 4 септември се отбелязва обявяването на селището за град.

## Известни личности
Родени в Гулянци
- Диляна Попова – фотомодел и актриса
- Меги Димчева – телевизионна водеща и журналистка
- проф. д.ик.н. Марин Иванов Нейков